# Gunung Cut (Sampoiniet)
Gunung Cut is een bestuurslaag in het regentschap Aceh Jaya van de provincie Atjeh, Indonesië. Gunung Cut telt 349 inwoners (volkstelling 2010).